# Prevención cuaternaria
La prevención cuaternaria es un conjunto de medidas que tratan de evitar o atenúar las posibles consecuencias perjudiciales sobre los pacientes de las intervenciones —cribados, diagnósticos, tratamientos—  del sistema sanitario.

## Concepto
| Tipos de prevención | Tipos de prevención | Tipos de prevención | Visión del médico                                             | Visión del médico                                            |
| Tipos de prevención | Tipos de prevención | Tipos de prevención | Enfermedad                                                    |                                                              |
| Tipos de prevención | Tipos de prevención | Tipos de prevención | ausente                                                       | presente                                                     |
| Visión del paciente | Enfermar            | ausente             | Prevención primaria (enfermar ausente enfermedad ausente)     | Prevención secundaria (enfermar ausente enfermedad presente) |
| Visión del paciente | Enfermar            | presente            | Prevención cuaternaria (enfermar presente enfermedad ausente) | Prevención terciaria (enfermar presente enfermedad presente) |

- Idea principal: evitar el sobrediagnóstico y el sobretratamiento en los pacientes.[2][3]
- Objetivo: disminuir la incidencia de iatrogenia.
- Aplicación: durante todo el episodio de atención (período preclínico y clínico).

Son «las acciones que se toman para identificar a los pacientes en riesgo de sobretratamiento, para protegerlos de nuevas intervenciones médicas y para sugerirles alternativas éticamente aceptables». Concepto acuñado por el médico general belga Marc Jamoulle y recogido en el Diccionario de medicina general y de familia de la WONCA.

## Métodos

### Medicina basada en la narrativa
Escuchar atentamente a los pacientes es el mejor método para su consecución. Es la
aplicación de lo médicamente posible según las necesidades y aspiraciones del paciente. Para ello se precisa de una larga y estrecha relación del médico con su paciente, y en conseguir su confianza basada en la honradez y conocimiento científico del profesional sanitario.

### Medicina basada en pruebas
Es otro instrumento importante, al dar los valores predictivos de las pruebas diagnósticas, y las probabilidades de beneficio y daño de las intervenciones preventivas y curativas; con ello se pueden abandonar prácticas de dudosa utilidad.

## Tipos de intervenciones
Los profesionales sanitarios deben ser conscientes de las consecuencias de sus decisiones, e incluir intervenciones de prevención cuaternaria en su práctica diaria con cada paciente.
- Prevenir el efecto cascada:
  - Prevenir la cascada diagnóstica
  - Prevenir la cascada terapéutica
- Prevenir la promoción de enfermedades
- Prevenir la medicalización

## Actividades
- No confundir factor de riesgo con enfermedad.[8][9]
- Evitar chequeos o pruebas complementarias innecesarias.[10][11]
- Evitar el intervencionismo tecnológico en la sanidad.
- Evitar la escuoliosis.
- Evitar el tratamiento farmacológico de la hipercolesterolemia en prevención primaria.[12]
- Evitar el tratamiento hormonal sustitutivo durante la menopausia.[13]
- Evitar el uso de antibióticos indiscriminadamente (muchas veces innecesario, con el consiguiente aumento no justificado de las resistencias bacterianas).
- Evitar el diagnóstico genético innecesario (por ejemplo: la promoción del cribado de la hemocromatosis, de dudoso valor científico, pero indudable efecto en la medicalización de la sociedad).[14]
- Evitar el sobrediagnóstico y sobretratamiento del trastorno por déficit de atención con hiperactividad (TDAH).[15]
- Elaborar protocolos diagnóstico-terapéuticos validados que se muestren eficaces en la prevención de la lesión renal en la minoría de los pacientes con ectasia piélica “complicada”, y eviten los excesos de intervención en la mayoría de los pacientes con ectasia piélica “simple”.[16]

## Condiciones
Estrategias de prevención cuaternaria en la práctica profesional de la atención primaria:
- Respeto y consideración con la situación del paciente, generando confianza
- Capacidad resolutiva para los problemas de salud de la población
- Accesibilidad y longitudinalidad
- Función de filtro en el sistema sanitario
- Capacidad para coordinar los cuidados de pacientes
- Profesionalismo y compromiso
- Prestación de servicios de máxima calidad con los medios apropiados
- Autonomía organizativa
- Manejo apropiado del tiempo y de la incertidumbre médica
- Promoción y prevención según oportunidad y prioridad
- Polivalencia profesional
- Solidez clínica y científica: gran desarrollo competencial
- Integración de lo biológico con lo psicosocial en la atención sanitaria.

### Aforismos
- Cura te ipsum
- In dubiis, abstine
- Errare humanum est
- Primum non nocere